# Општина Сеака (Телеорман)
Сеака (рум. Seaca) општина је у Румунији у округу Телеорман.
Oпштина се налази на надморској висини од 57 m.